# Oman oko Kristovo
Oman oko Kristovo (Inula oculus-christi) je vytrvalá, žlutě kvetoucí bylina z čeledi hvězdnicovitých, původní v české květeně. Pěstuje se rovněž jako okrasná rostlina.

## Popis
Je to hemikryptofyt, který dorůstá výšky 15 až 60 cm. Listy i vystoupavá, chudě větvená lodyha jsou přitiskle, měkce, bělovlnatě až běloplstnatě chlupaté. Listy v přízemní růžici jsou obvejčitě kopinaté, řapíkaté, 10–15 cm dlouhé a 1,5–3 cm široké; střídavé lodyžní listy jsou kopinaté, srdcovitě objímavé, dlouhé okolo 5 cm. Sytě žluté květy jsou v úborech s kulovitým zákrovem o průměru až 4 cm, jsou jazykovité i trubkovité; úbory jsou uspořádány v řídkých chocholičnatých květenstvích, zřídka vyrůstají i jednotlivě. Kvetou od června do srpna, plodem jsou tupě žebernaté, přitiskle chlupaté hnědé nažky s chmýrem.
Ploidie je 2n = 32, druh je tetraploidní.

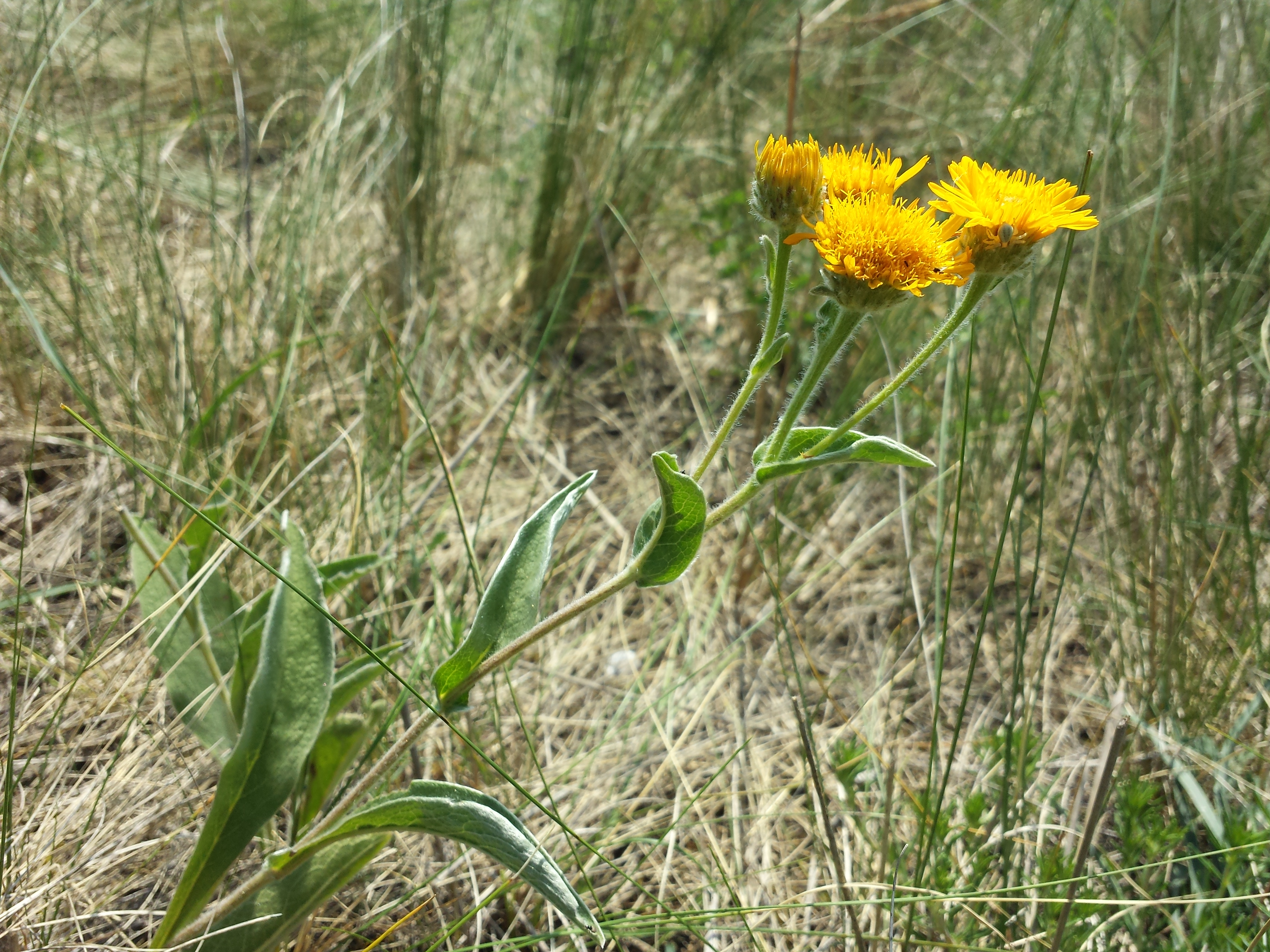
Celkový habitus

## Ekologie a rozšíření
Oman oko Kristovo je rostina silně světlomilná, teplomilná a suchomilná. Roste na suchých trávnících a skalních stepích, v lesních lemech a na okrajích křovin, na mezích, v lesostepní vegetaci, a to na mělkých, skeletovitých, bazických půdách v nížinách až pahorkatinách. Na obsah živin v půdě není náročný. V místech, kde se vyskytuje, vytváří často dominantu bylinného společenstva.
Je to druh ponticko-panonského rozšíření, těžiště jehož areálu zahrnuje teplé oblasti střední a jihovýchodní Evropy a oblast Černého moře (Ukrajinu a Turecko), na východě zasahuje až po Kazachstán, Kavkaz a severní Írán. V Česku je původním druhem, vyskytuje se však vzácně až roztroušeně pouze na jižní Moravě, kde dosahuje severní hranice svého rozšíření; o něco hojnější je na Slovensku. V Červeném seznamu ohrožených druhů je zařazen do kategorie C3 (ohrožené druhy) a je chráněn zákonem.